# Ann Demeulemeester
Ann Demeulemeester (Kortrijk, 29 december 1959) is een Vlaams modeontwerpster en ereburger van de stad Waregem.

## Biografie
Demeulemeester studeerde design aan de Antwerpse Modeacademie, samen met onder meer Dries Van Noten, Walter Van Beirendonck en Joris Ghekiere.
Eenmaal afgestudeerd aan de Antwerpse Academie in 1981, won ze in 1982 de eerste Gouden Spoel en lanceerde in 1985 haar eerste kledinglijn. Samen met vijf andere ex-academiestudenten showde ze haar collectie een paar jaar na hun diploma-uitreiking in Londen. Vanaf dat moment is Ann Demeulemeester (die toen nog Verhelst als tweede naam droeg) lid van de Antwerpse Zes. In 1986 brak ze door in het buitenland, als een van die zogenaamde Antwerpse Zes, een groep van de zes meest prominente ontwerpers in Antwerpen. In veel van haar kleding contrastreerde wit en zwart.  In 2014 kondigde Ann Demeulemeester aan de modewereld te verlaten. Zij bleef creatief bezig en ontwerpt, met haar echtgenoot Patrick Robyn, onder andere serviesgoed en verlichting in samenwerking met het Belgische designmerk Serax.Het label Ann Demeulemeester werd in 2020 overgenomen door Claudio Antonioli. In 2021 heropende een flagshipstore van het merk in Antwerpen. Zij blijft een adviserende rol behouden. 
In 2025 werd ze tot barones benoemd.

## Meubeldesign

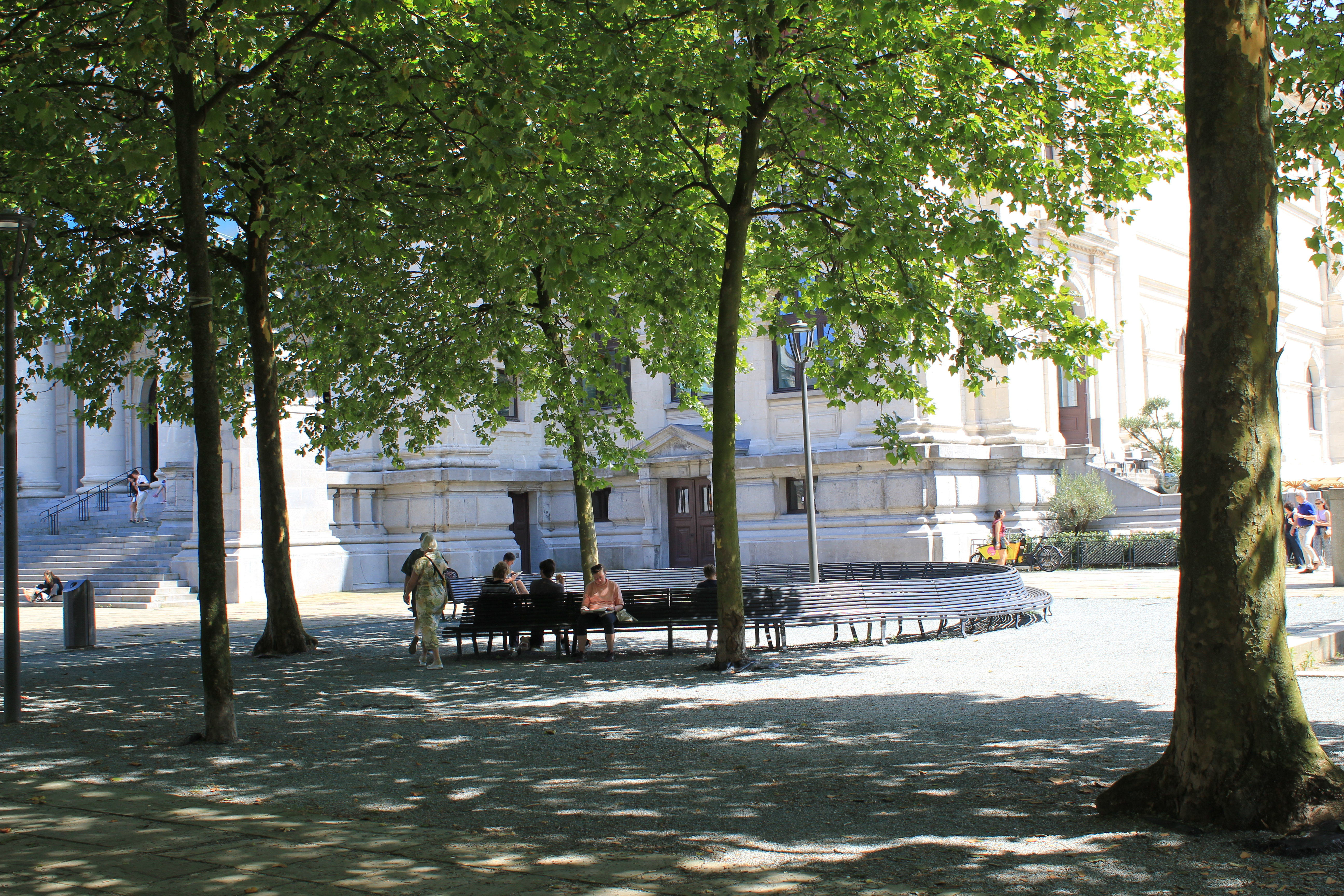
Bank aan het KMSKA

Hoewel Ann Demeulemeester vooral bekend is van haar modecollecties, zette zij ook enkele stappen in meubeldesign. In 1996 startte het Mechelse bedrijf Bulo, producent van kantoormeubelen, met de ontwikkeling van de Carte Blanche collectie. Daarin vragen ze een prominente designer hun visie op een ideaal werkmeubel te geven en deze in samenwerking met Bulo te produceren. Met haar ontwerp 'Table Blanche' volgt Ann Demeulemeester onder andere de interieurarchitecten Claire Bataille en Paul Ibens op. Over het concept zegt Ann Demeulemeester: "Deze tafel heeft de maagdelijkheid van onbeschilderd doek. Ik wilde terug naar de pure vorm van een tabel, zoals een kind die zou tekenen." De tafel heeft een basisconstructie uit hout, overtrokken met een wit schilderdoek dat op de hele structuur werd vastgemaakt met kleine klinknagels. 
In 1999 ontwierp zij een grote ronde zitbank in gietijzer voor de Leopold Dewaelplaats in Antwerpen nabij het KMSKA. 
In 2022 werd een meubelcollectie door Demeulemeester en Robyn uitgebracht via Serax. De collectie bestaat uit vijfentwintig verschillende stukken, vooral tafels, stoelen en sofa's. Zoals bij hun eerdere werk, wordt er gespeeld met licht en schaduw, contrasten en vormen. De meubels werden uitgevoerd in een combinatie van hout en stof. 
Demeulemeester ontwierp enkele meubels voor het vernieuwde MoMu in Antwerpen, waaronder een op maat gemaakte zitbank in de inkomhal.

## Kasteel Kesselhof
Kort voor 2007 kocht Demeulemeester met haar echtgenote het Kasteel Kesselhof van barones Diane Caroline Van Zuylen Van Nyevelt, gelegen in het Antwerpse Kessel deelgemeente van Nijlen. 
In december 2021 werd Ann Demeulemeester benoemd als bestuurder van het Belgische VGP Foundation van Jan Van Geet de zoon van Hugo Van Geet, waarna het kasteel overging in de NV Kesselhof, dochteronderneming van het Luxemburgse Little Rock. 